# Fariba Hashimi
Fariba Hashimi (paschtunisch فریبا هاشمي, persisch فریبا هاشمی; * 22. April 2003 in Maimana) ist eine afghanische Radrennfahrerin.

## Sportlicher Werdegang
Hashimi sah 2017 die Ankündigung eines Radrennens in ihrer Provinz und beschloss, zusammen mit ihrer älteren Schwester Yulduz daran teilzunehmen, ohne jemals zuvor auf einem Rad gesessen zu haben. Dazu borgten sie sich das Fahrrad eines Nachbarn und lernten das Radfahren. Die beiden Schwestern bestritten das Rennen ohne das Wissen ihrer Familie und unter Verkleidung, um nicht erkannt zu werden, und wurden Erste und Zweite. Dadurch ermutigt, fuhren sie heimlich weitere Rennen. Ihre Familie, die dies nach einer Weile herausfand, unterstützte sie nach einigem Zögern. Dennoch hatten sie sich beim Training ständig mit Belästigungen und Bedrohungen auseinanderzusetzen, bis sie ins Nationalteam berufen wurden.
Nach der Machtübernahme der Taliban im August 2021 fühlten sich die Hashimis bedroht, außerdem war ihnen als Frauen jeglicher Sport verboten. Mit Hilfe von Alessandra Cappellotto, der Weltmeisterin von 1997, die zuvor ein Radrennen in Kabul organisiert hatte, konnten sie nach Italien fliehen, mussten aber ihre Familie zurücklassen. Ab August 2022 fuhren sie als Stagiaires für das italienische Team Valcar-Travel & Service. Fariba Hashimi beteiligte sich an den erstmals ausgetragenen Gravel-Weltmeisterschaften und kam auf den 33. Platz. Im Oktober richtete der Radsport-Weltverband UCI an seinem Hauptquartier in Aigle die Straßenradsport-Meisterschaft für afghanische Frauen aus, in Zusammenarbeit mit dem Radsportverband Afghanistans, der seine Aktivitäten im Exil ausübt. Hashimi gewann diese Meisterschaft im Sprint vor ihrer Schwester. Im Anschluss erhielten beide ein Vertragsangebot von Israel Premier Tech Roland, einem der UCI Women’s WorldTeams.
Für ihre neue Mannschaft fuhr Hashimi 2023 mit der Tour de Berlin Feminin zwar nur ein Profi-Rennen, konnte sich aber an den Asienmeisterschaften, den Asienspielen sowie den Weltmeisterschaften beteiligen; bei letzteren fuhr sie unter anderem mit weiteren exil-afghanischen Rennfahrern in der Mixed-Staffel.
2024 fuhr Hashimi für das WCC Team, das von der UCI organisiert wird. Sie war unter den ersten Zehn in zwei Etappen des Giro Mediterraneo Rosa, und bei den Asienmeisterschaften wurde sie Vierte im U23-Einzelzeitfahren. Auf Einladung der UCI nahm sie zusammen mit ihrer Schwester am olympischen Straßenrennen 2024 teil, bei dem sie zusammen mit ihrer Schwester längere Zeit in einer Ausreißergruppe fuhr. Zusammen mit Hanna Zerach wurde sie schließlich im ersten Anstieg zum Montmartre 47 km vor dem Ziel eingeholt und erreichte dieses als 75. Fahrerin. Einen Monat darauf gewann sie bei der Tour de l’Ardèche die Bergankunft auf Mont Lozère und damit ihr erstes internationales Rennen. Für 2025 wurde sie vom WorldTeam Ceratizit verpflichtet.
Im Juni 2025 gab es die zweiten exil-afghanischen Meisterschaften für Frauen im französischen Les Herbiers. Auch diese gewann Hashimi.

## Erfolge
2022
Afghanische Meisterin – Straßenrennen
2024
eine Etappe Tour de l’Ardèche
2025
Afghanische Meisterin – Einzelzeitfahren, Straßenrennen